# The Ambiguous Focus
The Ambiguous Focus (虚無的焦點S, noto anche come Mr. Zhang & Mr. Zhang) è una webserie cinese, a tematica omosessuale, uscita il 27 aprile al 25 maggio 2018. L'opera, tratta dall'omonima novel, è il seguito di Yun dong xue gai lun.

## Trama
Circa un decennio dopo gli eventi di Yun dong xue gai lun Zhang Zhe e Zhang Nan sono una coppia omosessuale che si appresta a festeggiare il proprio 10 anniversario. Nonostante questo prossimo traguardo, però, la relazione tra i due non è affatto buona dato che entrambi sono consapevoli dei tradimenti dell'altro.

## Personaggi
- Zhang Zhe, interpretato da Huang Li Feng
Scrittore innamorato di Nan.
- Zhang Nan, interpretato da Wu Jun Chao
Impiegato innamorato di Zhe.
- Jimmy, interpretato da Kyou Aung
Collega di Nan, dall'oscuro passato, innamorato di lui; a causa di ciò è intenzionato a distruggere la relazione che ha con Zhe.
- Yang Chunzi, interpretato da Xinchen Gu
Vecchio scapolo omosessuale che soffre di depressione.
- Jiang Chao, interpretato da Jiaxi Wang
Amico di Zhe.
- Song Kai, interpretato da Jiajun Sun
- Li Tian, interpretato da Austin Yang
- Madre di Zhe, interpretato da Xianhong Yang
- Padre di Nan, interpretato da Guoliang Peng
- Dottore, interpretato da Le Geng
- Passante, interpretato da Hengchun Wu

## Produzione
L'opera ha avuto un budget di circa 2.000.000 CNY.